# Langstrasse (Stadt Zürich)
Das Quartier Langstrasse (oder Langstrassenquartier) ist ein Quartier im Zürcher Kreis 4 und ist nach der Langstrasse, die das Quartier durchquert, benannt. 

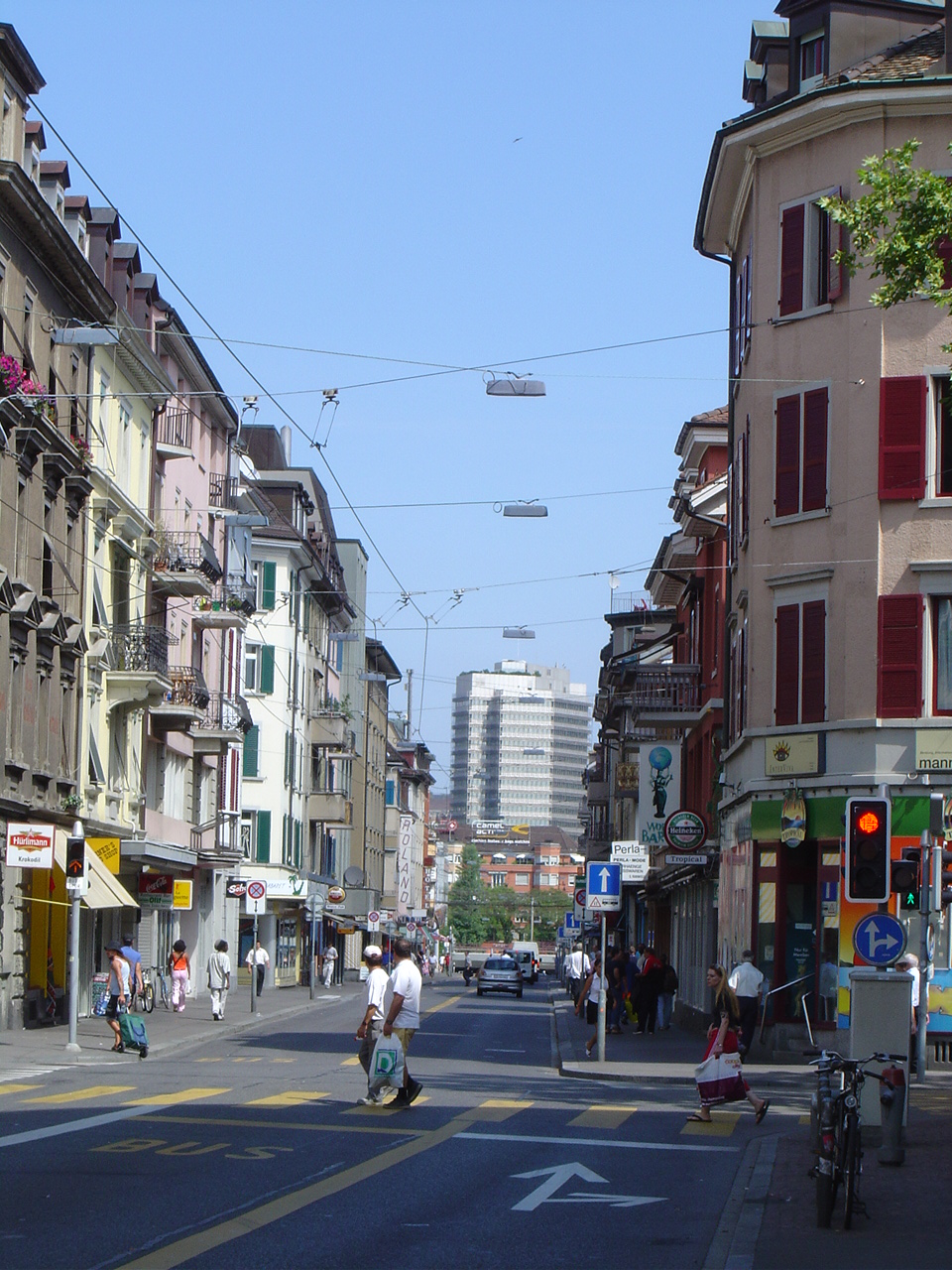
Langstrasse

Der Begriff Langstrassenquartier wird jedoch oft auch nicht nur für das statistische Quartier, sondern für den ganzen Streifen links und rechts der Langstrasse gebraucht, welche bis zum Limmatplatz inmitten des Quartiers Gewerbeschule reicht.
Das Quartier hat den zweithöchsten Ausländeranteil (2007: 40,9 %) aller Stadtquartiere und einen hohen Anteil von Personen im erwerbsfähigen Alter. Kinder und Rentner sind unterdurchschnittlich vertreten. Auffällig ist auch der hohe Anteil von Altbauten.
Prägende Bauwerke sind die Sihlpost, die ehemalige Militärkaserne und ihr Areal und das Volkshaus direkt am Helvetiaplatz. 
Seit den 1970er Jahren hatte sich im Quartier das Rotlichtmilieu und damit verbunden der Drogenhandel stark entwickelt. Um den Problemen zu begegnen, führte der Stadtrat von 2001 bis 2011 das Projekt «Langstrasse PLUS» durch. Es hatte eine Verbesserung der öffentlichen Ordnung und Sicherheit zur Folge. Während auf der Bäckeranlage früher beispielsweise mehr Wohnungslose als Anwohner zu finden waren, wird die Grünanlage heutzutage wieder von Familien, jungen Menschen und Besuchern genutzt.
Mit der Europaallee entsteht in Bahnhofsnähe zurzeit eine neue Verbindung in Richtung Bahnhofstrasse: Die sich im Bau befindende Pädagogische Hochschule wird 1800 Studienplätze schaffen, weiter sind rund 400 Wohnungen und 6000 Arbeitsplätze sowie Einzelhandels- und Gastronomieangebote projektiert.
Südlich der Stauffacherstrasse weist das Quartier die ruhigsten Wohngegenden auf.

## Bevölkerungsentwicklung des Quartiers
Quelle:Statistik & Daten: Langstrasse